# 제55회 대종상
제55회 대종상은 2018년 10월 22일에 열린 시상식이다.

## 수상 및 후보

### 최우수작품상
- 버닝 - 이창동 수상
- 공작 - 윤종빈
- 남한산성 - 황동혁
- 신과함께-인과 연 - 김용화
- 1987 - 장준환

### 감독상
- 1987 - 장준환 수상
- 신과함께-인과 연 - 김용화
- 공작 - 윤종빈
- 버닝 - 이창동
- 남한산성 - 황동혁

### 시나리오상
- 소공녀 - 전고운 수상
- 1987 - 김경찬 외 1명
- 아이 캔 스피크 - 유승희 외 1명
- 공작 - 권성휘 외 1명
- 남한산성 - 황동혁

### 남우주연상
- 공작 - 이성민 수상
- 공작 - 황정민 수상
- 1987 - 김윤석
- 버닝 - 유아인
- 남한산성 - 이병헌
- 독전 - 조진웅

### 여우주연상
- 아이 캔 스피크 - 나문희 수상
- 마녀 - 김다미
- 1987 - 김태리
- 허스토리 - 김해숙
- 소공녀 - 이솜

### 남우조연상
- 독전 - 김주혁 수상
- 공작 - 기주봉
- 7년의 밤 - 송새벽
- 버닝 - 스티븐 연
- 범죄도시 - 진선규

### 여우조연상
- 독전 - 진서연 수상
- 마녀 - 고민시
- 어른도감 - 김새벽
- 허스토리 - 김선영
- 염력 - 정유미

### 신인남자배우상
- 폭력의 씨앗 - 이가섭 수상
- 튼튼이의 모험 - 고성완
- 메소드 - 오승훈
- 곤지암 - 위하준
- 시인의 사랑 - 정가람

### 신인여자배우상
- 마녀 - 김다미 수상
- 박화영 - 김가희
- 버닝 - 전종서
- 리틀 포레스트 - 진기주
- 어른도감 - 이재인

### 신인감독상
- 소공녀 - 전고운 수상
- 범죄도시 - 강윤성
- 살아남은 아이 - 신동석
- 너의 결혼식 - 이석근
- 메리 크리스마스 미스터 모 - 임대형

### 촬영상
- 남한산성 - 김지용 수상
- 1987 - 김우형
- 독전 - 김태경
- 공작 - 최찬민
- 버닝 - 홍경표

### 편집상
- 곤지암 - 김형주 수상
- 곤지암 - 양동엽 수상
- 공작 - 김상범
- 신과함께-인과 연 - 김혜진 외 1명
- 남한산성 - 남나영
- 1987 - 양진모

### 조명상
- 남한산성 - 조규영 수상
- 1987 - 김승규
- 버닝 - 김창호
- 공작 - 유석문
- 인랑 - 이성환

### 음악상
- 남한산성 - 류이치 사카모토 수상
- 1987 - 김태성
- 독전 - 달파란
- 버닝 - 모그
- 변산 - 방준석

### 의상상
- 인랑 - 조상경 외 1명 수상
- 남한산성 - 조상경
- 신과함께-인과 연 - 조상경
- 1987 - 채경화
- 공작 - 채경화

### 미술상
- 공작 - 박일현 수상
- 신과함께-인과 연 - 이목원
- 독전 - 이하준
- 인랑 - 조화성
- 남한산성 - 채경선

### 기술상
- 신과함께-인과 연 - 진종현 수상
- 공작 - 김대준
- 독전 - 홍장표
- 마녀 - 장민재
- 인랑 - 정도안 외 1명
- 신과함께-인과 연 - 윤대원

### 기획상
- 1987 - 이우정 수상
- 곤지암 - 김원국
- 신과함께-인과 연 - 원동연
- 범죄도시 - 마동석
- 공작 - 윤종빈 외 1명

### 특별상
- 김주혁 수상

### 우리은행 스타상
- 설현 수상